# Conclave de 1471

Escut papal de Sa Santedat el papa Sixt IV

El Conclave que va tenir lloc entre el 6 i el 9 d'agost de 1471 va acabar amb l'elecció del Papa Sixt IV després de la mort del Papa Pau II. Amb excepció dels conclaves del Cisma d'Occident, aquest conclave va ser el primer des de 1305 a presentar un treball, donada la majoria de dos terços dels italians dintre del Col·legi Cardenalici, en gran part a causa de l'absència de sis cardenals no-italians. Això va passar en part a causa de la imprevisibilitat de la mort de Pau II.

## L'elecció
Les dues faccions principals van ser les de d'Estouteville i Orsini, l'últim dels quals va aconseguir una victòria pre-conclave important en la qüestió de convèncer la resta del Col·legi d'excloure els cardenals creats per Pau II in pectore, en desafiament explícit a l'última voluntat i testament del pontífex anterior. Aquests serien autoritzats a participar, per exemple, en el conclave de 1492. Pau II havia creat almenys vuit cardenals en secret i, almenys cinc estaven vius en el moment del conclave: Pere Ferris, Pietro Foscari, Giovanni Battista Savelli, Ferry de Clugny i Jan Vitez.
La capitulació del conclave va ser elaborada a l'inici del conclave, però estranyament no contenia limitacions explícites al poder papal, excepte per a continuar la guerra dels creuats contra els turcs. Les faccions esmentades van ser designades com els "Pieschi" (creats principalment per Pius II) i els "Paoleschi" (creats principalment per Pau II).
Com en el conclave de 1464, Bessarion va emergir com un dels favorits en l'inici, amb sis vots, el segon dia, els de: d'Estouteville, Calandrini, Capranica, Ammanati-Piccolomini, Caraffa i Barbo; d'Estouteville perdia amb els vots de Bessarion, Gonzaga, i Monferrato, i Forteguerri amb els vots dels Orsini, Eruli i Agnifilo; Orsini té vots de della Rovere i Michiel; Roverella, de Borgija i Zeno; Eruli, de Forteguerri i Calandrini, de Roverella. Els vells arguments contra Bessarion, o sigui, que no era italià, i que a més seria inacceptable per als prínceps de França, van prevaler una vegada més.
Els recomptes de vot són coneguts amb detall per les notes de Nicodemo de Pontremoli, enviat pel duc de Milà Galeàs Maria Sforza, que es troben actualment en els Arxius d'Estat de Milà. Els notables favorits en els controls a que es va seguir són (en ordre cronològic): Calandrini, Forteguerri i Roverella.
Dels candidats afavorits per Sforza, della Rovere era el més elegible, així Gonzaga i Borja van fer lobby per ell entre bastidors, tots disfressant les seves intencions de vot per als altres fins al matí de 9 d'agost, quan, juntament amb d'Estouteville i Barbo, van canviar els seus vots per a Della Rovere en el accessus, donant-li un total de 13 vots. Els cardenals que van votar per a Della Rovere en van ser: Monferrato, Zeno, Michiel, Agnifilo, Roverella, Forteguerri, Bessarion, Calandrini, i Orsini. Al contrari de la tradició perenne, els altres cinc cardenals no van alterar els seus vots per a della Rovere en el accessus per a fer l'elecció "unànime".
Francesco della Rovere va acceptar l'elecció i va adoptar el nom de Sixt IV en honor del Papa Sixt II. La inauguració del pontificat va tenir lloc el 25 d'agost. Com della Rovere encara no era bisbe, va ser consagrat per les mans del cardenal-bisbe d'Ostia Guillaume d'Estouteville. El nou papa va gaudir de reputació neta, fins aleshores, i molt associada a les esperances d'una reforma en l'Església. Donant beneficis els primers dies del seu pontificat als Orsini, Gonzaga i Borja van tenir un pretext per a acusacions, no obstant això, la dignitat del papa va ser aconseguida a través de simonia. Encara que la verificació d'aquestes acusacions no fos possible, el fet és que Sixt IV va intentar reformar l'Església.

## Llista de Cardenals (1471)
EIV = nomenat cardenal pel Papa Eugeni IV
NV = nomenat cardenal pel Papa Nicolau V
CIII = nomenat cardenal pel Papa Calixt III
PiII = nomenat cardenal pel Papa Pius II
PaII = nomenat cardenal pel Papa Pau II

### Cardenals presents
Al conclave van assistir 18 dels 25 cardenals que existien en aquella època:
1. Guillaume d'Estouteville, Orde de Sant Benet (NV)
2. Bessarió (EIV)
3. Latino Orsini (NV)
4. Filippo Calandrini (NV)
5. Angelo Capranica (PiII)
6. Berardo Eroli (PiII)
7. Niccolò Fortiguerra (PiII)
8. Bartolomeo Roverella (PiII)
9. Giacomo Ammannati-Piccolomini (PiII)
10. Oliviero Carafa (PaII)
11. Amico Agnifili (PaII)
12. Marco Barbo (PaII)
13. Francesco della Rovere, Orde de Frares Menors (elegit com a Sixt IV) (PaII)
14. Roderic Borja (futur Papa Alexandre VI) (CIII)
15. Francesco Gonzaga (PiII)
16. Teodoro di Monteferrato (PiII)
17. Giovanni Battista Zeno (PiII)
18. Giovanni Michiel (PiII)

### Absents
1. Alain de Coëtivy (NV)
2. Jean Rolin (NV)
3. Lluís Joan del Milà i Borja (CIII)
4. Jean Jouffroy, O.S.B.Cluny (PiII)
5. Thomas Bourchier (PaII)
6. Jean Balue (PaII)
7. Francesco Nanni-Todeschini-Piccolomini (futur Papa Pius III) (PiII)